# Табак (роман)
«Табак» (болг. Тютюн) — роман болгарского писателя Димитра Димова 1951 года. Наиболее значительное произведение автора. Был подвергнут жёсткой догматической критике и переработан в соответствии с эстетикой социалистического реализма.
Произведение рисует широкую панораму жизни Болгарии с 1930-х до 1945 год, создает образы представителей всех классов и слоев общества, делая акцент на мире болгарской буржуазии.
Роман был экранизирован в 1961 году Н. Корабовым. 
Впервые на русский язык был переведён в 1956 году.